# Нова сімейка Адамсів
Нова родина Адамсів, Нова сімейка Адамсів (англ. The New Addams Family) — американо-канадський серіал, знятий за коміксами Чарльза Аддамса. Ремейк телесеріалу Сімейка Аддамс, який йшов з 1964 по 1966 роки. Головні ролі виконали Глен Таранто, Еллі Харві, Ніколь Фужейр і Броді Сміт.
Серіал транслювався з 19 жовтня 1998 по 28 серпня 1999 року на телеканалах YTV і Fox Family в Канаді і США відповідно. У Німеччині серіал транслювався на RTL Television і Fox Kids. У Франції на TF1, TF6 і Canal+ Family.
Виробництво — Shavick Entertainment і Saban Entertainment.

## Створення
Новий серіал про пригоди сім'ї Аддамсів замислювався як сучасна версія серіалу «Сімейка Аддамс», що транслювався в 1964—1966 роках.

### Знімання
Серіал знімався у Ванкувері, Британська Колумбія, Канада, а також у США. Всього було відзнято 65 епізодів; заключний епізод з назвою «Смерть відвідує сімейку Аддамс» (англ. Death Visits the Addams Family) був знятий 28 травня 1999 року. Загальна вартість знімання становила близько 35 млн доларів. Новий акторський склад був добре сприйнятий глядачами. У серіалі було перероблено кілька сюжетних ліній з оригінального серіалу, включивши туди сучасні елементи, жарти і відсилання до серіалу 60-х. Джош Пек і Олександра Даддарио проходили прослуховування на роль Пагслі і Венздей Аддамс. Актриса Ніколь Фужейр також виконувала роль Венздей Аддамс у фільмі Возз'єднання сімейки Аддамс. Візуальними ефектами займалася компанія Gajdecki Visual Effects, а спецефектами Artifex Studios і Prospero Imaging.

### Відмінності від оригінального сценарію
Одна з помітних відмінностей від оригінального серіалу полягала в тому, що у Венздей і Пагзлі були розширені ролі, які підкреслювали їхні сильні і садистські особистості. Іншим елементом, перенесеним з фільмів, був Фестер, брат Гомеса, тоді як в оригінальному серіалі він був дядьком Мортиції. В одному з епізодів Венздей згадувала, що колись була третя дитина у сім'ї, але Пагзлі з'їв її, це було відсилання на Пуберта, дитини, народженої у фільмі «Сімейні цінності Аддамсів».

### Музична тема
Нова музична тема, представлена творцями серіалу, сильно відрізнялася від звичної мелодії, яка служила попередній адаптації. Знайоме клацання пальцями залишилося, хоча і в швидшому темпі, в супроводі персонажів Ларча і Гомеса, що двічі повторюють слово «клац-клац» (англ. Snap) у швидкій послідовності, щоб відповідати темпу. Музика була створена Барроном Абрамовичем, Джеремі Світом і Майклом Віттакером. У початковій заставці є великий план з Ларчем грає на піаніно, але його рука рухається в неправильному напрямку (він «грає» гліссандо у напрямку до верхнього кінця, але музика насправді зворотна).

## Зміст
Біля їхнього будинку майже не буває сонячно. Сам будинок оповитий похмурою таємницею. Але Аддамсів це зовсім не лякає. Ця сімейка сама незвичайна. По хаті бігає Річ у вигляді відрізаної руки… Дворецький Ларч з грубим голосом і зростом до стелі… Кузен Ітт, що являє собою величезну перуку з волосся з окулярами, капелюхом і невідомою нікому, крім сімейки, мовою… Дивна бабуся-відьма з волоссям, яке завжди дибки… Також чоловік і дружина — Гомес і Мортіша Аддамс. Їхні діти — син і дочка. І лисий дядько Фестер з блідою шкірою. Обстановка в будинку теж незвичайна, навіть моторошна. Десь розташовується знаряддя для страти через голову… Бувають і привиди… Кожен день в їхньому будинку відбувається щось дивне. Але цей будинок часто відвідують звичайні, абсолютно незнайомі Аддамсам люди. Майже вся сімейка приймає їх цілком добродушно. Але люди навіть не підозрюють, хто господарі цього будинку, і що в ньому постійно відбувається…

## У ролях

##### Основний склад
- Глен Таранто — Гомес Аддамс, глава сімейства Аддамсів
- Еллі Харві — Мортіша Аддамс, дружина Гомеса
- Ніколь Фужейр — Вензді Аддамс, дочка Аддамсів
- Броді Сміт — Пагслі Аддамс, син Аддамсів
- Майкл Робертс[en] — Дядько Фестер Аддамс
- Бетті Філліпс — Еодора Аддамс[en], бабуся Аддамсів, чаклунка
- Джон Десантіс[en] — Ларч[en], дворецький
- Стівен Фокс — Річ

##### Гостьовий склад
- Джон Естін — дідусь Аддамсів
- Пол Добсон[en] — голос Кузена Ітта
- Девід Майлреа — Кузен Ітт
- Табіта Сен-Жермен — Кузина Меланхолія
- Ліза Колдер — Офелія Фрамп, сестра Мортіші
- Мередіт Бейн Вудворд — Гризельда Фрамп, мати Офелії і Мортіші
- Скарлетт Брунс — Джессіка
- Крістофер Шейер — Влад\Губернатор
- Джонатан Паллоне — Ед Люмет

## Епізоди
У серіалі було 65 епізодів; на один більше, ніж у версії 60-х років.
| Сезон        | Епізоди | Прем'єра                        |
| ------------ | ------- | ------------------------------- |
| Перший сезон | 52      | 19 жовтня 1998 — 29 травня 1999 |
| Другий сезон | 13      | 4 червня 1999 — 28 серпня 1999  |

### Список епізодів

#### 1 сезон
1. Halloween with the Addams Family
2. Deadbeat Relatives
3. The Addams Family Goes to School
4. Fester's Punctured Romance
5. New Neighbors Meet the Addams Family
6. Grandpapa Addams Comes to Visit
7. Gomez, the Reluctant Lover
8. Morticia the Matchmaker
9. The Addams Family Tree
10. Lurch Learns to Dance
11. Art and the Addams Family
12. Cousin Itt Visits the Addams Family
13. Wednesday Leaves Home
14. Thing Is Missing
15. Morticia's Romance: Part 1
16. Morticia's Romance: Part 2
17. Uncle Fester's Toupee
18. Morticia's Dilemma
19. The Winning of Morticia Addams
20. My Fair Cousin Itt
21. Morticia and the Psychiatrist
22. Morticia's Favorite Charity
23. Fester Goes on a Diet
24. Morticia Joins the Ladies League
25. Morticia the Breadwinner
26. Melancholia Finds Romance
27. Crisis in the Addams Family
28. Christmas with the Addams Family
29. Green Eyed Gomez
30. Amnesia in the Addams Family
31. Gomez, the Cat Burglar
32. Uncle Fester's Illness
33. Morticia, the Decorator
34. Wednesday's Crush
35. Morticia, the Sculptress
36. Thing's Romance
37. Gomez, the People's Choice
38. Close Encounters of the Addams Kind
39. Lurch, the Teen-Age Idol
40. Fester and Granny vs. Grandpapa Addams
41. Fester Joins the Global Mercenaries
42. Addams Family in Court
43. My Son, the Chimp
44. Morticia, the Playwright
45. Saving Private Addams
46. Horseplay
47. Lurch's Grand Romance
48. Catastrophia's Career
49. Cousin Itt's Problem
50. Lurch, Man of Leisure
51. Progress in the Addams Family
52. The Undercover Man

#### 2 сезон
1. Fester the Marriage Counselor
2. Lurch and His Piano
3. Cleopatra, Green of the Nile
4. Granny, the Happy Medium
5. Lurch's Little Helper
6. Addams Family Feud
7. Fester, the Tycoon
8. Lights, Camera, Addams!
9. The Addams Policy
10. Fester, World Leader
11. The Tale of Long John Addams
12. Keeping Up with the Joneses
13. Death Visits the Addams Family

## Трансляція серіалу
- У США і Канаді транслювався з 19 жовтня 1998 по 28 серпня 1999 року на телеканалах YTV і Fox Family (на останньому серіал виходив в 19:30 по понеділках)[2]. Повторний показ серіалу в Канаді проходив у 2013 році на телеканалі OutTV.
- У Франції прем'єра серіалу відбулася 4 вересня 1999 року на каналі TF1, пізніше він транслювався на телеканалах TF6 і Canal+ Family.
- У Польщі прем'єра серіалу відбулася 1 вересня 1999 року на Fox Kids. Пізніше показували на телеканалах Jetix, Polsat і TV4, але не показали до кінця. Після тривалої перерви його продовжили транслювати 24 лютого 2014 року на каналі TVPuls.
- У Німеччині прем'єра відбулася 1 жовтня 2000 року на FOX Kids. C 2004 по 2005 рік серіал транслювався RTL Television.
- В Італії серіал йшов по каналу Rai Uno з 1999 по 2000 роки. Пізніше з 2010 по 2013 його повторювали на каналі Frisbee.
- У Румунії показувався в ефірі телеканалу Jetix. Пізніше кілька разів повторювався на Jetix Play в періоді мовлення з 1999 по 2008 рік.
- У Нідерландах серіал показали 2001 року на каналі FOX.
- У Фінляндії серіал показували на телеканалі Nelonen.
- У Туреччині серіал показували на телеканалі Jetix.
- В Україні серіал транслювався на  Новому каналі, а також на каналі ТЕТ.

## Реліз на DVD
Серіал вийшов на DVD 27 листопада 2006.

## Нагороди та номінації
- Leo Awards за кращий загальний звук у драматичній серії — Тоні Гронік (номіновано)
- Leo Awards за кращий дизайн виробництва в драматичній серії — Кеті Робертсон (Номіновано)
- Leo Awards за найкраще виконання головної жіночої ролі у драматичній серії — Еллі Харві (1999) (Номіновано)
- Канадська комедійна премія за краще виконання жіночої ролі на телебаченні — Еллі Харві (2000) (Номіновано)
- Leo Awards за кращий монтаж — Картина про музику, комедію, естраду або серіалі — Мікеле Конрой за епізод «Казка про Довгого Джона Аддамса» (Переможець)
- Leo Awards за кращий звук — Рік Баль, Честер Биоловас, Вінс Рено і Джо Россі (Переможець)
- Leo Awards за кращий сценарій — Рік Хосек і Арнольд Рудник за епізод «Казка про Довгого Джона Аддамса» (Переможець)
- Leo Awards за найкраще виконання головної ролі — Еллі Харві (Переможець)
- Leo Awards за кращий звук — Грег Стюарт (Переможець)